# Oroszvár vasútállomás
Oroszvár vasútállomás (szlovákul: Železničná stanica Rusovce) egy pozsonyi vasútállomás, Oroszvár településen, melyet a Železnice Slovenskej republiky (ŽSR) üzemeltet.

## Vasútvonalak
Az állomást az alábbi vasútvonalak érintik:
- Pozsony–Hegyeshalom-vasútvonal

## Kapcsolódó állomások
A vasútállomáshoz az alábbi állomások vannak a legközelebb:
- Rajka vasútállomás (Pozsony–Hegyeshalom-vasútvonal)
- Pozsonyligetfalu vasútállomás (Pozsony–Hegyeshalom-vasútvonal)
- Pozsonypüspöki vasútállomás (Pozsony–Komárom-vasútvonal)

## Forgalom
| Járat        | Útvonal                                                                                      | Gyakoriság   |
| ------------ | -------------------------------------------------------------------------------------------- | ------------ |
| személyvonat | Hegyeshalom – Bezenye – Rajka – Rusovce (Oroszvár) – Bratislava-Petržalka (Pozsonyligetfalu) | Napi 4-5 pár |